# About Face (album)
Pour les articles homonymes, voir About Face.
Albums de David Gilmour
David Gilmour
(1978) On an Island
(2006)
Singles
1. Blue Light / Cruise
Sortie : 13 février 1984
2. Love on the Air / Let's Get Metaphysical
Sortie : 24 avril 1984

About Face est le deuxième album solo de David Gilmour, le chanteur et guitariste de Pink Floyd. Il sort le 5 mars 1984 sur le label Harvest en Europe et Columbia Records en Amérique du Nord et est produit par David Gilmour et Bob Ezrin.

## Historique
Cet album est entièrement enregistré dans les Studios Pathé-Marconi de Boulogne-Billancourt à l'exception des parties du National Philharmonic Orchestra qui sont enregistrées à Londres dans les Studios Abbey Road.
Il se classe à la 21e place dans les charts britanniques et à la 32e du Billboard 200 aux États-Unis, pays où il fut certifié Disque d'or en avril 1995.
La chanson Murder est écrite pour dénoncer l'incompréhensible meurtre de John Lennon.

## Titres
Toutes les chansons sont écrites et composées par David Gilmour, sauf Love on the Air et All Lovers Are Deranged, dont les paroles sont de Pete Townshend. Une troisième composition de Gilmour avec des paroles de Townshend, White City Fighting, a vu le jour l'année suivante sur l'album solo de Townshend White City: A Novel.

### Face 1
| No | Titre           | Durée |
| -- | --------------- | ----- |
| 1. | Until We Sleep  | 5:15  |
| 2. | Murder          | 4:59  |
| 3. | Love on the Air | 4:19  |
| 4. | Blue Light      | 4:35  |
| 5. | Out of the Blue | 3:35  |

### Face 2
| No | Titre                   | Durée |
| -- | ----------------------- | ----- |
| 1. | All Lovers Are Deranged | 3:14  |
| 2. | You Know I'm Right      | 5:06  |
| 3. | Cruise                  | 4:40  |
| 4. | Let's Get Metaphysical  | 4:09  |
| 5. | Near the End            | 5:36  |

## Musiciens
D'après le livret accompagnant le CD
- David Gilmour : guitare, chant
- Ian Kewley : piano, orgue Hammond
- Pino Palladino : basse, basse fretless sur Murder
- Jeff Porcaro : batterie, percussions

### Musiciens invités
- Steve Winwood : piano (3), orgue Hammond (4)
- Anne Dudley : synthétiseur
- Jon Lord : synthétiseur
- Bob Ezrin : claviers, arrangements orchestraux
- Steve Rance : programmation du Fairlight CMI
- Luis Jardim : percussions
- Ray Cooper : percussions
- The Kick Horns : cuivres
  - Barbara Snow : trompette
  - Tim Sanders : saxophone ténor, saxophone soprano
  - Simon Clark : saxophone baryton, saxophone alto
- Vicki Brown, Sam Brown, Mickey Feat, Roy Harper : chœurs
- The National Philharmonic Orchestra : cordes, cuivres
- Michael Kamen : arrangements orchestraux

## Charts et certification
| Pays             | Durée du classement | Meilleur classement |
| ---------------- | ------------------- | ------------------- |
| Allemagne        | 9 semaines          | 24e                 |
| Canada           | 20 semaines         | 16e                 |
| États-Unis       | 28 semaines         | 32e                 |
| Italie           | 1 semaine           | 81e                 |
| Norvège          | 13 semaines         | 10e                 |
| Nouvelle-Zélande | 6 semaines          | 24e                 |
| Royaume-Uni      | 9 semaines          | 21e                 |
| Suède            | 9 semaines          | 13e                 |
| Suisse           | 10 semaines         | 15e                 |

| Pays       | Certification | Ventes    | Date       |
| ---------- | ------------- | --------- | ---------- |
| États-Unis | Or            | 500 000 + | 19/04/1995 |

Charts singles
| Année | Single                  | Chart                  | Durée du classement | Position |
| ----- | ----------------------- | ---------------------- | ------------------- | -------- |
| 1984  | Blue Light              | Hot 100                | 7 semaines          | 62e      |
| 1984  | Blue Light              | Mainstream Rock Tracks | 4 semaines          | 35e      |
| 1984  | All Lovers Are Deranged | Mainstream Rock Tracks | 6 semaines          | 10e      |
| 1984  | Murder                  | Mainstream Rock Tracks | 12 semaines         | 13e      |